# Noshimea
Noshimea là một chi bướm đêm thuộc họ Noctuidae.